# Антоан Гризман
Антоан Гризман (фр. Antoine Griezmann; Макон, 21. март 1991) јесте француски фудбалер који тренутно наступа за Атлетико Мадрид. Може играти у нападу или у везном реду као офанзивни везни играч.
Сениорску каријеру је почео 2009. у Реал Сосиједаду где се задржао пет сезона. Потписао је уговор с Атлетиком из Мадрида 2014. на шест година у трансферу вредном 30 милиона евра. С Атлетиком је освојио УЕФА Лигу Европе, УЕФА суперкуп и  Суперкуп Шпаније. Такође је једном понео признање за најбољег играча шпанске Ла лиге. Нашао се на списку номинованих играча за добијање награда Златна лопта и Најбољи фудбалер у избору Фифе 2016. и 2018. Прешао је у Барселону 2019. у трансферу вредном 120 милиона евра. С Барселоном је био првак Купа Шпаније. Вратио се у Атлетико 2021. Током свог другог мандата у Атлетику постао је најбољи стрелац у историји тог клуба.
Репрезентативну каријеру је почео у млађим селекцијама Француске. Освојио је Европско првенство до 19 година 2010. За сениорску репрезентацију своје земље дебитовао је 2014. с 22 године. Од тада до 2024, када се повукао из репрезентативног фудбала, одиграо је 137 утакмица и постигао 44 гола за Француску. Био је најбољи стрелац и најбољи играч Европског првенства 2016. на ком је Француска била друга. Освојио је Светско првенство 2018. као и Сребрну копачку и Бронзану лопту на том такмичењу. Проглашен је и за најбољег играча у финалу тог Мундијала. Такође је био део репрезентације Француске која је дошла до финала Светског првенства 2022.

## Успеси
Реал Сосиједад
- Друга лига Шпаније (1): 2009/10.

Атлетико Мадрид
- Суперкуп Шпаније (1): 2014.
- Лига Европе (1): 2017/18.
- УЕФА суперкуп (1): 2018.
- Лига шампиона: финале 2015/16.

Барселона
- Куп Шпаније (1): 2020/21.

Репрезентација
- Европско првенство до 19 (1): 2010.
- Европско првенство: финале 2016.
- Светско првенство (1): 2018.; финале 2022.
- УЕФА Лига нација (1): 2020/21.

Појединачни
- Члан идеалне екипе Европског првенства до 19 година: 2010.
- Златна лопта 2016: треће место
- Златна лопта 2018: треће место
- Најбољи играч Ла лиге: 2015/16.[4]
- Играч месеца у Ла лиги: јануар 2015, април 2015,[5] септембар 2016,[6] март 2017,[7] фебруар 2018,[8] децембар 2018,[9] март 2023,[10] новембар 2023.[11]
- Члан идеалне екипе сезоне у Ла лиги: 2014/15,[12] 2022/23,[13] 2023/24.[14]
- Награда Onze d'Or: 2014/15.[15]
- Члан идеалне екипе сезоне у Ла лиги у избору Уефе: 2015/16.[16]
- Највише остварених асистенција у Ла лиги: 2022/23.
- Награда за најбољег француског фудбалера који игра ван Француске у избору Националне уније професионалних фудбалера (УФНП): 2016,[17] 2024.[18]
- Члан идеалне екипе сезоне у УЕФА Лиги шампиона: 2015/16,[19] 2016/17.[20]
- Члан идеалне екипе сезоне у УЕФА Лиги Европе: 2017/18.[21]
- Играч сезоне у УЕФА Лиги Европе: 2017/18.[22]
- Најбољи играч Европског првенства: 2016.
- Најбољи стрелац Европског првенства (Златна копачка): 2016.
- Члан идеалне екипе Европског првенства: 2016.
- Члан идеалне екипе године у избору Уефе: 2016.[23]
- Француски фудбалер године: 2016.[24]
- Трећи најбољи играч Светског првенства (Бронзана лопта): 2018.[25]
- Други најбољи стрелац Светског првенства (Сребрна копачка): 2018.[26]
- Играч с највише остварених асистенција на Светском првенству: 2022.[27]
- Члан идеалне екипе године у избору Међународне федерације фудбалске историје и статистике (ИФФХС): 2018.[28]